# Adonisea triolata
Adonisea triolata är en fjärilsart som beskrevs av Smith 1906. Adonisea triolata ingår i släktet Adonisea och familjen nattflyn. Inga underarter finns listade i Catalogue of Life.